# Piano, solo
Piano, solo è un film italiano del 2007 diretto da Riccardo Milani, tratto dal libro di Walter Veltroni Il disco del mondo - Vita breve di Luca Flores, musicista.
Uscito nelle sale cinematografiche il 21 settembre 2007, è un film biografico che racconta la vita del pianista jazz Luca Flores, dall'infanzia trascorsa in Africa, fino alla morte per suicidio, nella sua casa di Montevarchi.
Durante la lavorazione, il titolo provvisorio era Il disco del mondo.

## Trama
Dopo il diploma in pianoforte conseguito al Conservatorio Luigi Cherubini di Firenze, Luca Flores, ragazzo schivo e solitario, inizia per caso ad avvicinarsi alla musica jazz. Sono due amici del Conservatorio a convincerlo a suonare con loro, prima nel loro appartamento, poi davanti al pubblico in piccoli club. Non passa molto tempo che il talento di Luca viene notato e viene chiamato a suonare con Gianni Cazzola e Massimo Urbani e il suo gruppo. Il successo internazionale arriva quando è chiamato a suonare con Chet Baker. Quando nel 1988 Baker muore, Luca cade in depressione e viene ricoverato per qualche tempo in psichiatria, dove verrà sottoposto ad elettroshock. Il 29 marzo 1995, a soli 38 anni, sceglie di togliersi la vita impiccandosi.

## Colonna sonora
Uscita il 19 ottobre dello stesso anno, è costituita da un box di 2 CD contenenti, oltre alle musiche originali di Lele Marchitelli, anche alcuni pezzi inediti tratti dall'ultimo concerto di Luca Flores.

## Riconoscimenti
- 2008 - David di Donatello
  - Candidatura Miglior attore protagonista a Kim Rossi Stuart
  - Candidatura Migliore attrice non protagonista a Paola Cortellesi
  - Candidatura Miglior colonna sonora a Lele Marchitelli
  - Candidatura Premio David Giovani a Riccardo Milani
- 2008 - Nastro d'argento
  - Candidatura Migliore sonoro a Bruno Pupparo
  - Candidatura Migliore colonna sonora a Lele Marchitelli